# Ashburn (Georgie)
Ashburn je město v okrese Turner County ve státě Georgie ve Spojených státech amerických. K roku 2010 zde žilo 4 152 obyvatel. S celkovou rozlohou 11,8 km² byla hustota zalidnění 377,5 obyvatel na km².